# 21 грама
„21 грама“ (на английски: 21 Grams) е американска драма под режисурата на мексиканския режисьор Алехандро Гонсалес Иняриту („Вавилон“) с участието на Шон Пен, Наоми Уотс и Бенисио дел Торо („Обичайните заподозрени“).